# Rhyacionia buoliana
The Pine Shoot Moth (Rhyacionia buoliana) là một loài bướm đêm thuộc họ Tortricidae. Nó được tìm thấy ở châu Âu, Bắc Phi, North Asia và châu Mỹ.

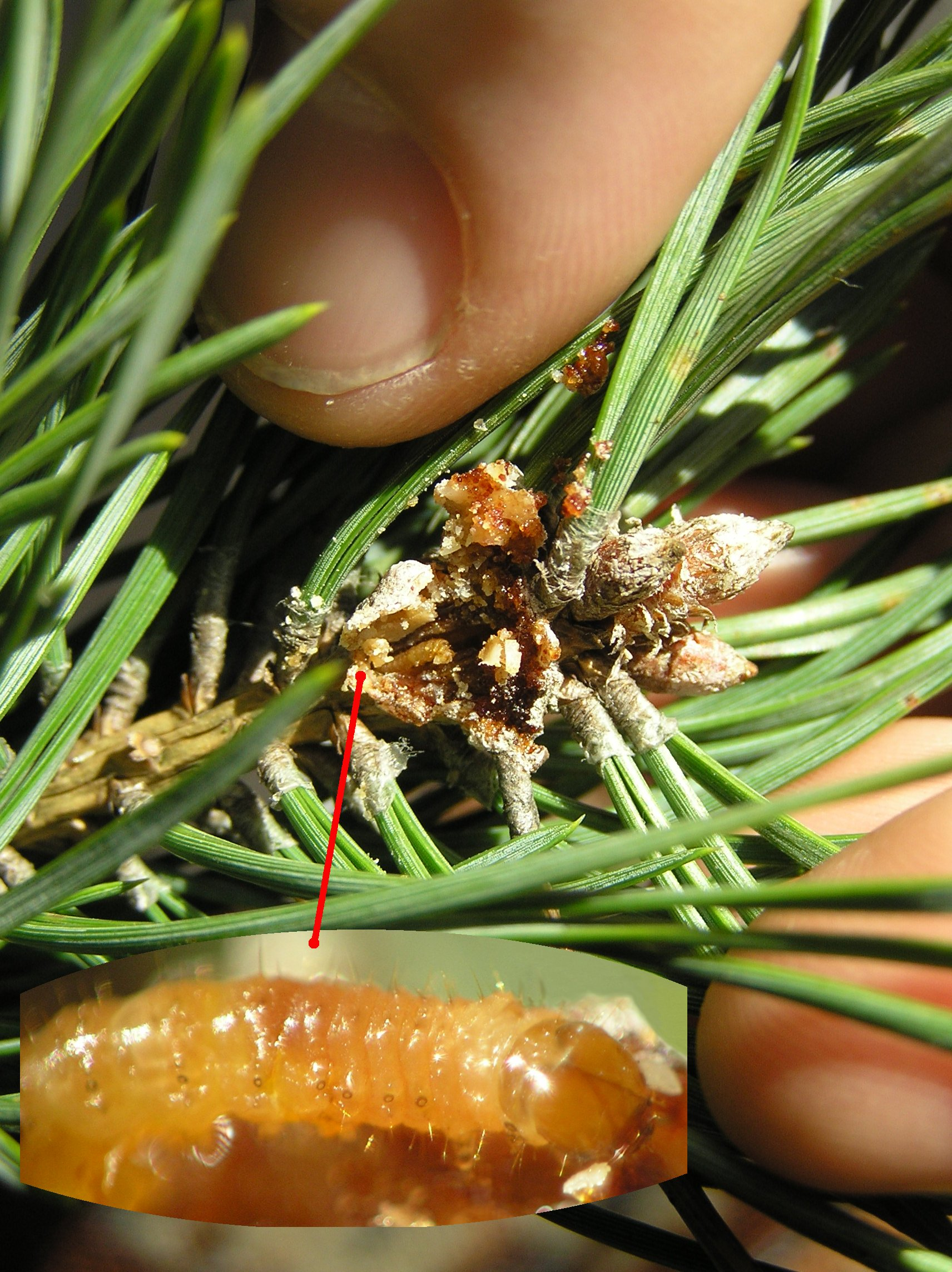
Caterpillar

Sải cánh dài 16–24 mm. Con trưởng thành bay từ tháng 6 đến tháng 8. .
Ấu trùng ăn pine. The original host plants are Pinus sylvestris và Pinus nigra.

## Hình ảnh

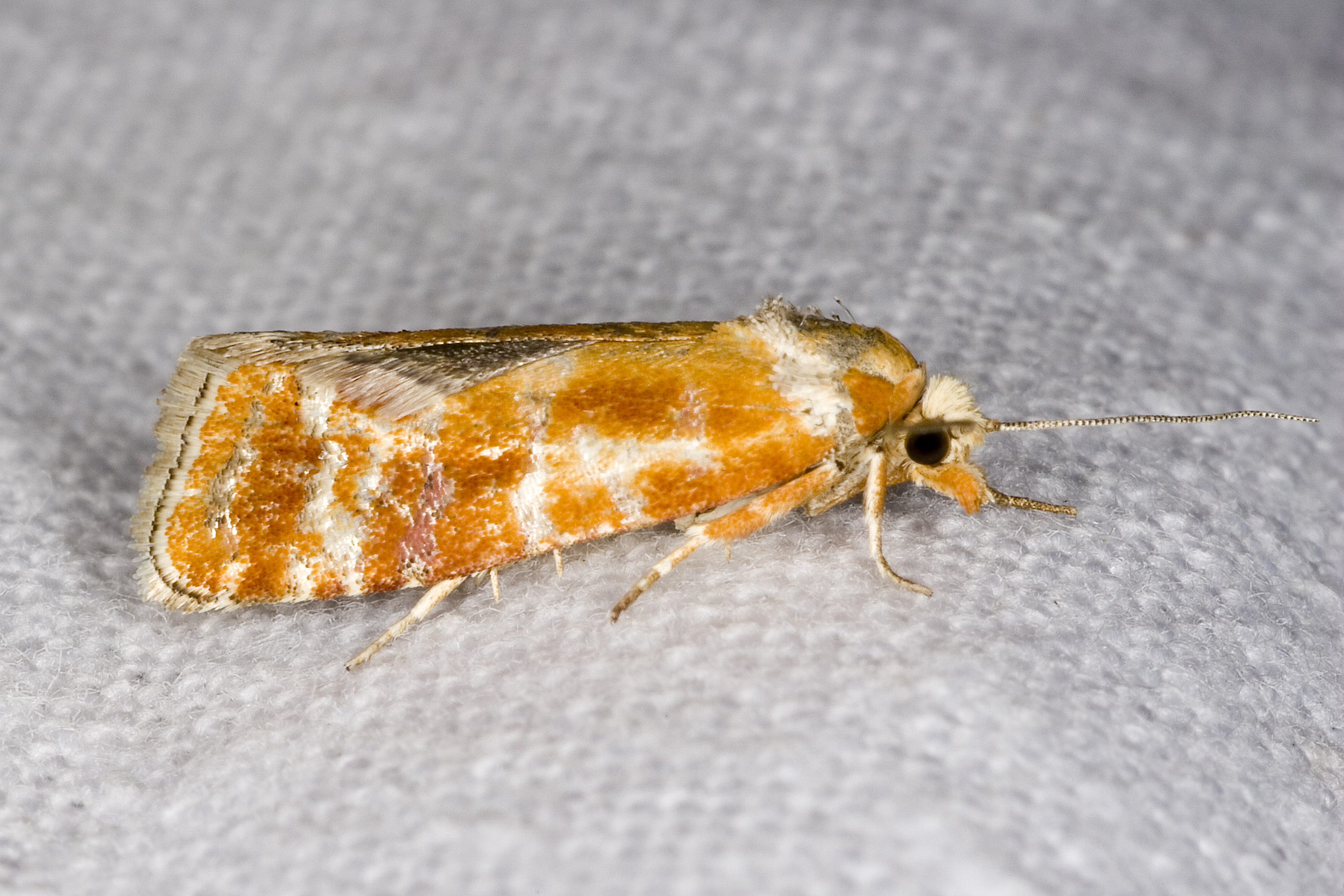
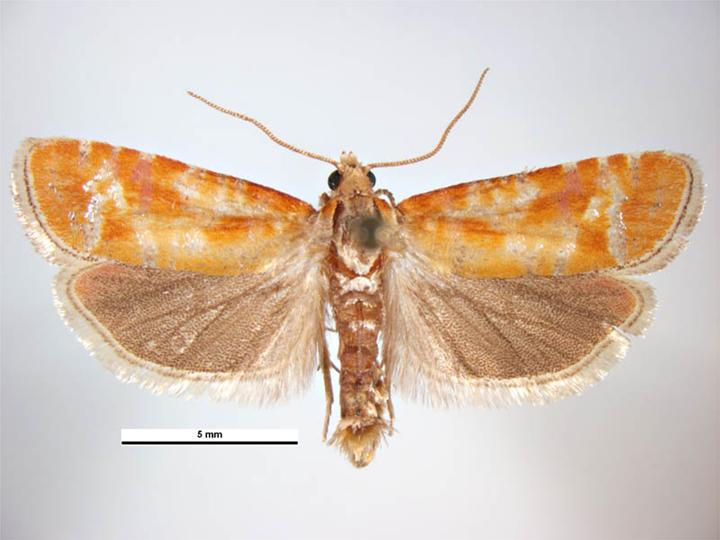

## Phụ loài
- Rhyacionia buoliana
- Rhyacionia buoliana thurificana